# 邵德奇
邵德奇（1965年—），男，安徽全椒人，中共党员，中国新闻工作者，享受国务院特殊津贴专家，中国新闻技术工作者联合会副理事长。

## 生平
1987年毕业于安徽师范大学物理系。曾任中华人民共和国科学技术部信息中心信息处处长。现任科技日报社技术研发部主任。
主要从事媒体技术应用、媒体评价、舆情监测分析、电子政务研究工作。

## 奖励与荣誉
- 2019年，获“国家文化名家暨四个一批人才”称号
- 2019年“王选新闻科学技术奖”二等奖（第一完成人）[5]
- 2022年“王选新闻科学技术奖”特别贡献奖[6]